# Hydropsyche opthalmica
Hydropsyche opthalmica là một loài Trichoptera trong họ Hydropsychidae. Chúng phân bố ở miền Tân bắc.